# دورية سويسرا
فريق دورية سويسرا، أو (باتروي سويس). (بالإنجليزية: Patrouille Suisse)‏. هو فريق استعراض جوي تابع إلى سلاح الجو السويسري. تأسس في عام 1964. الفريق يطير ست طائرات مقاتلة من طراز نورثروب إف-5.